# Omar Cyrulnik
Omar Cyrulnik (* in Buenos Aires) ist ein argentinischer Gitarrist.
Cyrulnik studierte Orchesterleitung und Komposition an der Universidad Nacional de La Plata. 1983, 1984 und 1985 nahm er an den Musikcamps in Bariloche teil. In Buenos Aires studierte er Klavier bei Alba Rozen, Harmonielehre bei Sergio Hualpa, Kammermusik bei Tomás Tichauer und Gitarre bei Miguel A. Girollet. 1998 nahm er als Stipendiat in Neapel Unterricht bei Stefano Aruta.
Konzertreisen führten Cyrulnik u. a. nach Australien, Neuseeland, Indonesien, Malaysia, Ägypten, Israel, Italien, Portugal, Uruguay, Chile und Paraguay. Als Solist trat er mit Ensembles wie dem Orquesta Radio Nacional, dem Orquesta de la Universidad de Belgrano. der Kammermusikgruppe Encuentros Internacionales de Música Contemporánea  und der Camerata Vocale Buenos Aires auf. Er spielte zeitgenössische Musik bei den Jornadas de Música Electroacústica Buenos Aires (1988) und der La Festa della Musica Roma (1999). Unter anderem komponierten Fausto Sebastiani, Salvador Ranieri, Raúl Schemper und Eduardo Tejeda Werke für ihn.
Als Musikpädagoge gab er Seminare u. a. an der Rubin-Musikakademie in Jerusalem, der University of New South Wales in Sydney und der Victoria University of Melbourne. Seit 1997 ist er Mitglied des Congreso Argentino de Música integrante de UNESCO. 1995 und 1997 leitete er Konzerte der Classical Guitar Society of Sydney. Er wirkte weiterhin als musikalischer Leiter der Programme De Romances y cantares (1989), Ceremonia de caminantes (1989), Un viaje por la casa de los músicos (1992), Sonidos de la Cruz del Sur (1996) und Homenaje a Juarroz und leitete Aufführungen der Musicals Nunsense (1989 und 2000), Broadway (1991), Gypsy (1992) und Nine (1998). Neben Alben mit der Grupo EIMC und der Tango Grupo Encuentros veröffentlichte Cyrulnik die Soloalben Guitarra Criolla und La Scala de San Telmo.